# Giles Coke
Giles Coke (Londra, 3 giugno 1986) è un ex calciatore inglese, di ruolo centrocampista.

## Carriera
Nella stagione 2009-2010 ha giocato in Scozia con il Motherwell, prendendo parte a 32 incontri del campionato di massima serie e a 2 partite di UEFA Europa League.